# GKS Jastrzębie
GKS Jastrzębie is een voetbalclub uit Jastrzębie Zdrój. De club speelt in de III liga, in de groep Opole-Silezië. De clubkleuren van GKS zijn groen-zwart-geel.
De beste prestaties van de club zijn een veertiende plaats in de Ekstraklasa in het seizoen 1988/89 en een plaats in de halve finale van de Poolse beker in het seizoen 1975/76.

## Historie
- 1962 - GKS (Górniczy Klub Sportowy) Jastrzębie
- 1999 - MKS (Miejski Klub Sportowy) Górnik Jastrzębie Zdrój
- 2005 - MKS GKS Jastrzębie